# Arenga
Arenga là một chi gồm 24 loài cọ, bản địa của các vùng nhiệt đới phía nam và đông nam châu Á. Đây là các cây cọ cỡ nhỏ tới trung bình, cao tới 2–20 m, lá hình lông chim dài 2–12 m.

## Các loài
- Arenga australasica
- Arenga brevipes
- Arenga caudata
- Arenga distincta
- Arenga engleri
- Arenga hastata
- Arenga hookeriana
- Arenga listeri
- Arenga longicarpa
- Arenga longipes
- Arenga micrantha
- Arenga microcarpa
- Arenga mindorensis
- Arenga obtusifolia
- Arenga pinnata - Đoát, bụng báng, quang lang.
- Arenga plicata
- Arenga porphyrocarpa
- Arenga retroflorescens
- Arenga ryukyuensis
- Arenga talamauensis
- Arenga tremula
- Arenga undulatifolia
- Arenga westerhoutii
- Arenga wightii

## Hình ảnh

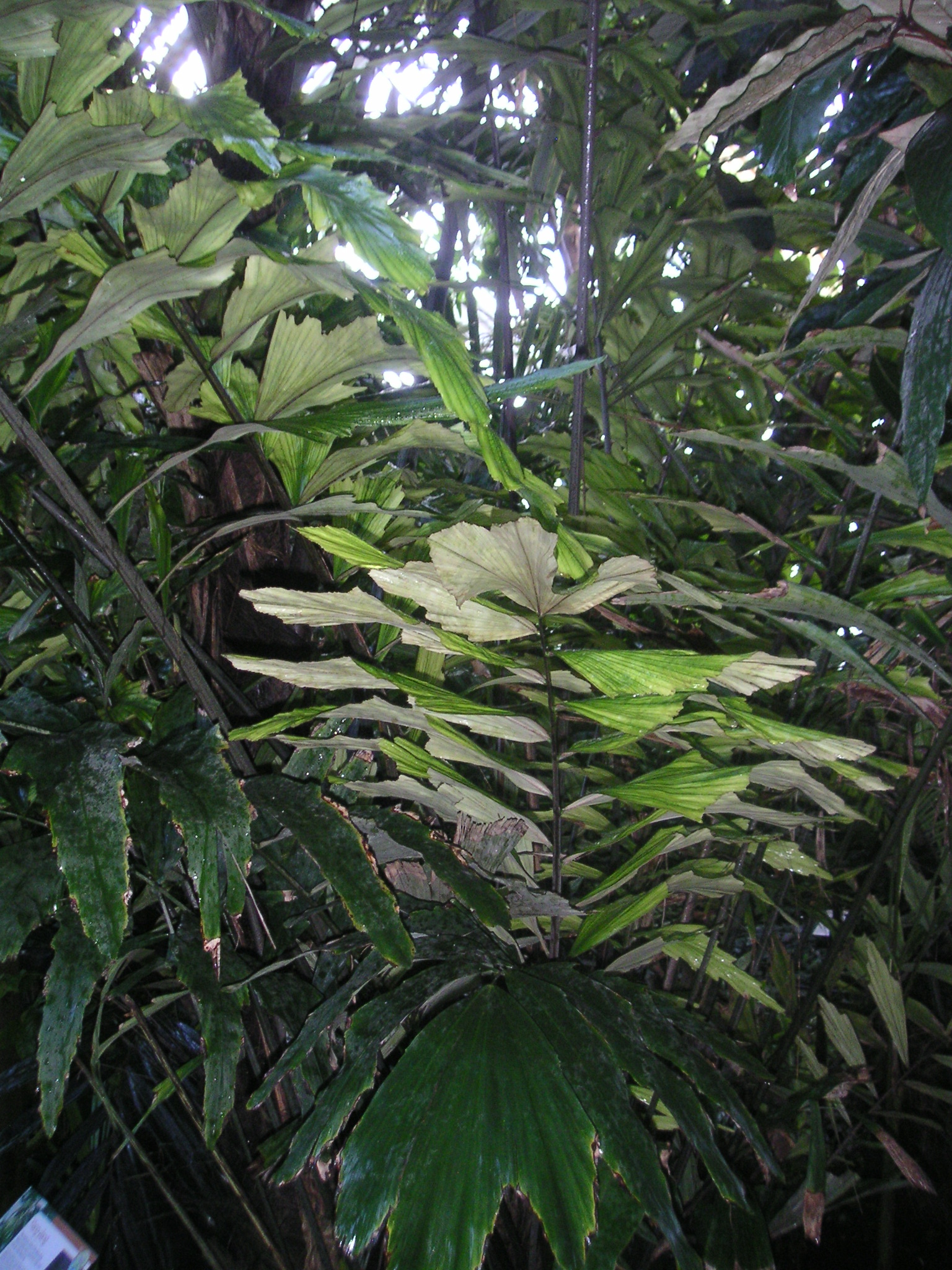
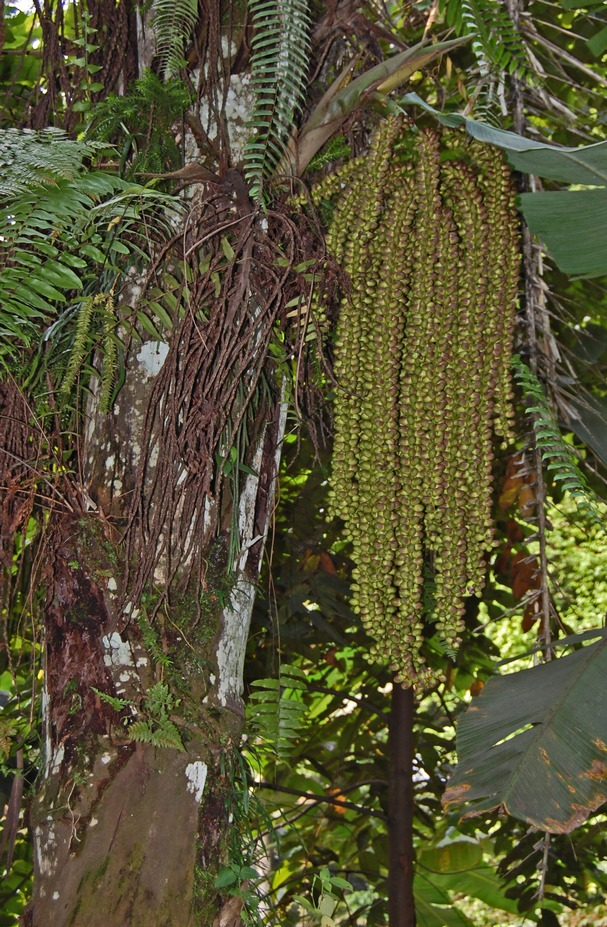
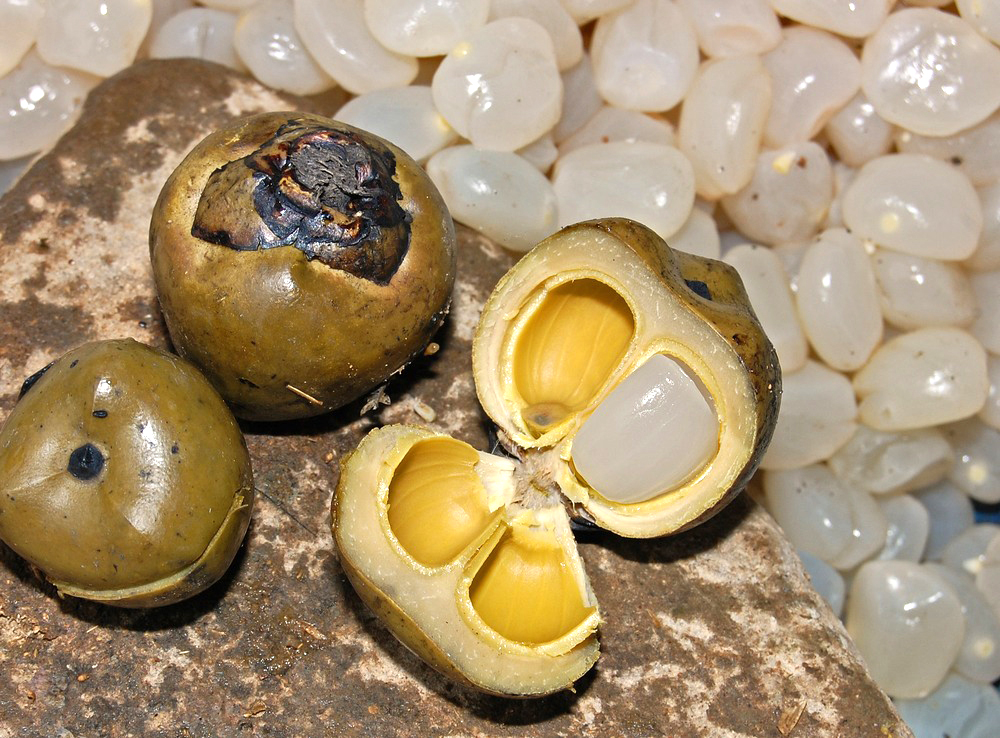
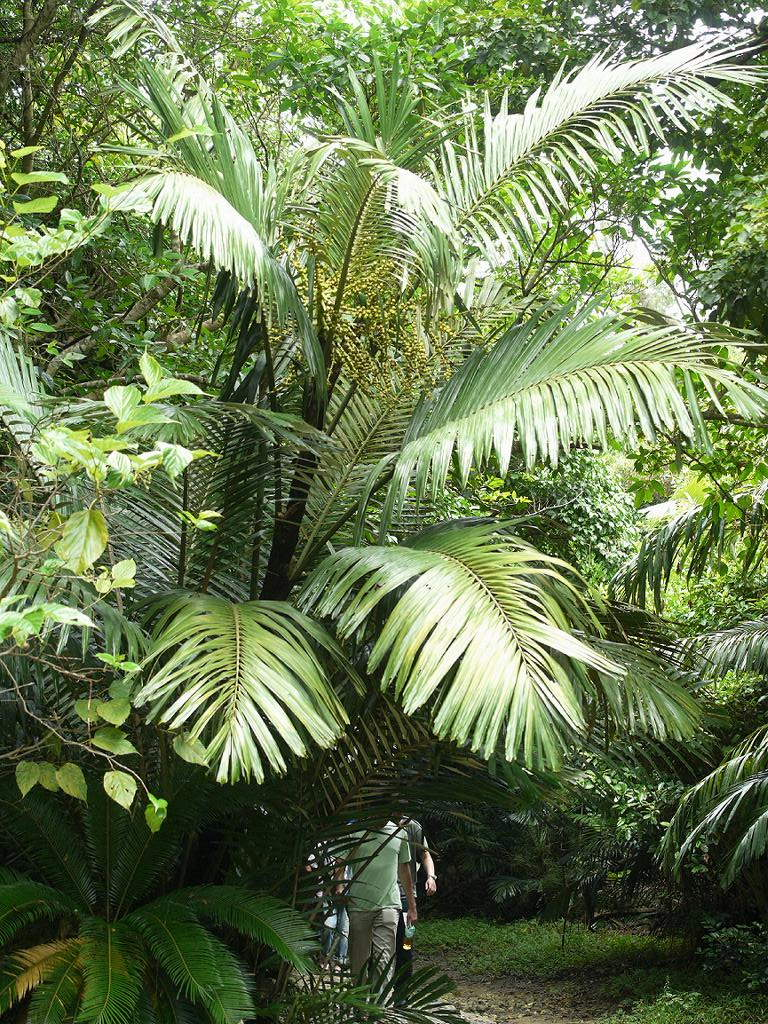